# Melanagromyza vernoniae
Melanagromyza vernoniae är en tvåvingeart som beskrevs av Steyskal 1980. Melanagromyza vernoniae ingår i släktet Melanagromyza och familjen minerarflugor. Inga underarter finns listade i Catalogue of Life.